# Bryzejda
Bryzejda (także Hippodameja, Hippodamia, gr. Βρισηίς Brisēís, Ἱπποδάμεια Ippodámeia, łac. Briseis, Hippodameia, Hippodamia) – córka kapłana Bryzesa i branka Achillesa w mitologii greckiej i Iliadzie Homera.

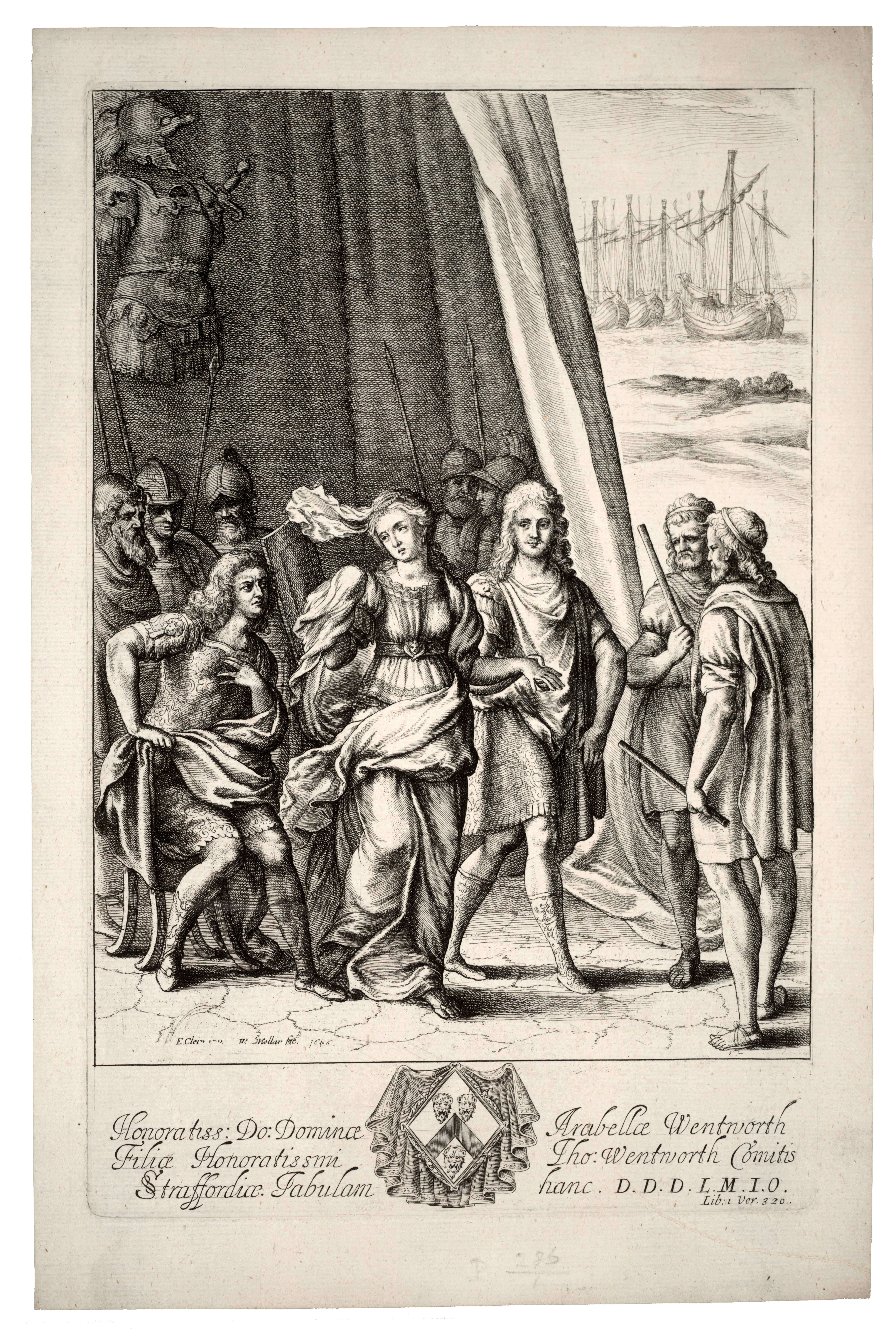
Václav Hollar – Bryzejda i Achilles

Uchodziła za córkę Bryzesa, siostrę Chryzesa. Opisywana jako piękna, wysoka dziewczyna o ciemnych włosach, jasnej cerze i wejrzeniu pełnym blasku. Jej mąż Mynes został zabity przez Achillesa, a ona uprowadzona. Stała się wybraną niewolnicą i kochanką Achillesa. Gdy król Myken Agamemnon został zmuszony do zwrócenia wolności Chryzejdzie, kapłance Apollina, odebrał Bryzejdę Achillesowi, argumentując, że losowy wypadek (fakt, że Chryzejda była kapłanką Apolla, który postanowił jej bronić, zsyłając na wojska Greków zarazę) nie może wpływać na stan posiadania dowódcy armii. Achilles wpadł w gniew i zaprzestał uczestnictwa w wojnie.